# Démographie de la Haute-Vienne
La démographie de la Haute-Vienne est caractérisée par une densité faible et une population âgée qui croît rapidement depuis les années 1950.
Avec ses 372 438 habitants en 2022, le département français de la Haute-Vienne se situe en 64e position sur le plan national.
En six ans, de 2015 à 2021, sa population a diminué de près de 4 150 unités, c'est-à-dire de plus ou moins 690 personnes par an. Mais cette variation est différenciée selon les 195 communes que comporte le département.
La densité de population de la Haute-Vienne, 67,5 habitants par kilomètre carré en 2022, est deux fois inférieure à celle de la France entière qui est de 107,1 hab./km2 pour la même année.

## Évolution démographique du département de la Haute-Vienne

### Chiffres des recensements successifs depuis 1801
Après avoir connu son maximum démographique à la fin du XIXe siècle, la Haute-Vienne a été durement touchée par l'exode rural et les impacts démographiques des conflits mondiaux. Cependant, compte tenu de l'atténuation de cet exode à partir des années 1960 signalant une première reprise de la croissance, et après une nouvelle phase de stagnation dans les années 1980, le département connaît un regain démographique relatif depuis les années 1990, à l'image du Limousin. Il a ainsi vu sa population croître de 6,3 % entre les recensements de 1999 et 2010, soit une moyenne de + 0,57 % par an sur cette période contre - 0,08 % par an sur la période 1982 - 1990 ou + 0,01 % par an sur la période 1990 - 1999.
Ces tendances sont aléatoires selon la zone géographique : depuis les années 2000, ce sont les communes périurbaines de l'aire urbaine de Limoges et dans une moindre mesure, celles situées le long des axes majeurs de communication, qui portent l'essentiel de la croissance démographique du département. 
En 2022, le département comptait 372 438 habitants, en évolution de −0,68 % par rapport à 2016 (France hors Mayotte : +2,11 %).
| 1791 | 1801    | 1806    | 1821    | 1826    | 1831    | 1836    | 1841    | 1846    |
| ---- | ------- | ------- | ------- | ------- | ------- | ------- | ------- | ------- |
| -    | 245 150 | 241 986 | 272 330 | 276 351 | 285 130 | 293 011 | 292 848 | 314 739 |

| 1851    | 1856    | 1861    | 1866    | 1872    | 1876    | 1881    | 1886    | 1891    |
| ------- | ------- | ------- | ------- | ------- | ------- | ------- | ------- | ------- |
| 319 379 | 319 787 | 319 595 | 326 037 | 322 447 | 336 061 | 349 332 | 363 182 | 372 878 |

| 1896    | 1901    | 1906    | 1911    | 1921    | 1926    | 1931    | 1936    | 1946    |
| ------- | ------- | ------- | ------- | ------- | ------- | ------- | ------- | ------- |
| 375 724 | 381 753 | 385 732 | 384 736 | 350 235 | 351 311 | 335 873 | 333 589 | 336 313 |

| 1954    | 1962    | 1968    | 1975    | 1982    | 1990    | 1999    | 2006    | 2011    |
| ------- | ------- | ------- | ------- | ------- | ------- | ------- | ------- | ------- |
| 324 429 | 332 514 | 341 589 | 352 149 | 355 737 | 353 593 | 353 893 | 367 156 | 376 058 |

| 2016    | 2021    | 2022    | - | - | - | - | - | - |
| ------- | ------- | ------- | - | - | - | - | - | - |
| 374 978 | 371 691 | 372 438 | - | - | - | - | - | - |

### Les grandes dates de l'évolution démographique de la Haute-Vienne pendant la période contemporaine
| 1806    | 1846    | 1906    | 1990    | 2007    |
| ------- | ------- | ------- | ------- | ------- |
| 241 986 | 314 739 | 385 732 | 353 893 | 371 102 |

Chaque année mentionnée dans le tableau ci-dessus indique les grandes dates de l'histoire démographique de la Haute-Vienne dans la période contemporaine qui va du début du XIXe siècle jusqu'au siècle actuel.
- 1806 : minimum démographique pour le département dans toute la période contemporaine.
- 1906 : maximum démographique du département dans toute la période contemporaine.
- 1846 : la population franchit pour la première fois et seule fois à ce jour la barre de 300 000 habitants
- 1999 : le département entame une période de dynamisme démographique : la décrue entamée après la Première Guerre mondiale est enrayée.
- 2010 : les prévisions de l'INSEE laissent penser que la Haute-Vienne devrait dans la première moitié du XXIe siècle franchir pour la première fois de son histoire la barre des 400 000 habitants.

#### Deuxième moitié duXXesiècle: entre décrue et stagnations
La Haute-Vienne connaît un marasme démographique à la fin du XXe siècle, suivant un phénomène certes moins préoccupant que celui observé en Corrèze et surtout en Creuse, qui connaissaient tous deux une baisse démographique. Entre les années 1940 et 1990, le département connaît une alternance de hausses (années 1970) et baisses (années 1980), reflets de la conjoncture générale, entre Trente Glorieuses et crise industrielle et des espaces urbains.

#### 1999 - 2013: un retour temporaire de la croissance démographique

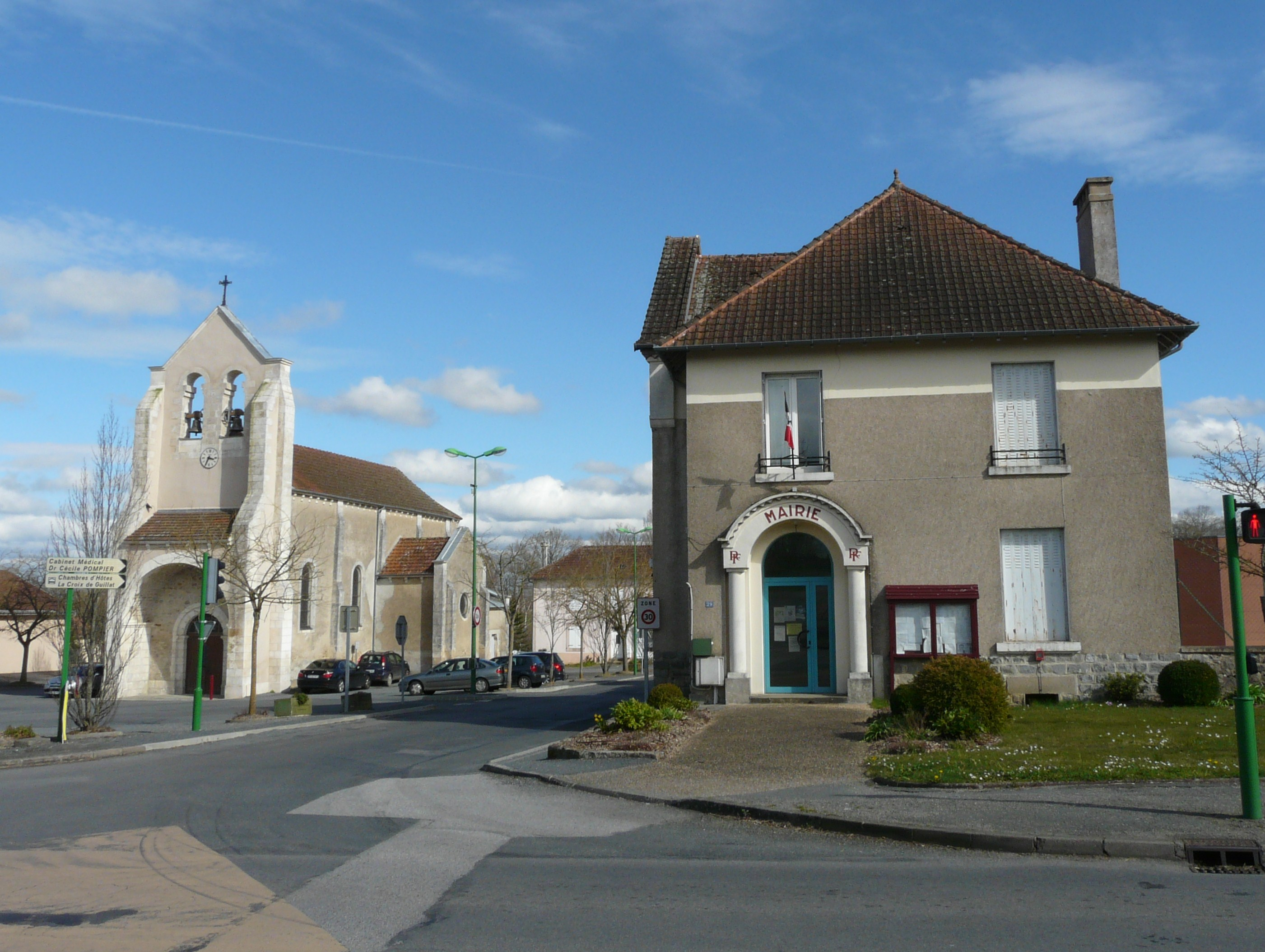
Avec une augmentation de plus de 90 % entre 1999 et 2013, la commune de Saint-Maurice-les-Brousses (20 km au sud de Limoges) est un bon exemple du regain démographique des communes périphériques dans les années 2000.

Cette stagnation prend fin avec la publication des premières estimations du recensement au milieu des années 2000. La tendance s'est inversée à l'échelle départementale comme à l'échelle régionale. L'INSEE estime que c'est entre les estimations de 1998 et de 1999 que l'inversion s'est effectuée en Haute-Vienne, qui entre 1998 et 2007 aurait gagné plus de 17 000 habitants. Cette tendance semble s'expliquer par plusieurs points : l'installation de Britanniques, de retraités, de diplômés natifs de la région mais ayant suivi leurs études ailleurs, l'arrivée de néo-ruraux... 
L'INSEE avance que c'est avant tout l'espace périurbain et les communes riveraines des principaux axes de communication qui portent la croissance démographique. À l'échelle du Limousin, les deux catégories de communes qui ont connu la plus forte hausse entre 1999 et 2010 sont les couronnes des moyens pôles urbains avec un taux d'évolution annuel moyen de 1,4 % (exemple-type : Chaillac-sur-Vienne) ; et - surtout en Haute-Vienne - les couronnes des grands pôles urbains (exemples-types : Jourgnac, Verneuil-sur-Vienne ou Magnac-Bourg), avec un taux de 1,1 %. En somme, des communes éloignées de 15 à 25 kilomètres des pôles urbains (pour les deux premières citées) ou le long d'une autoroute pour la seconde.
Dans les années 2010, les études de l'INSEE mettent en évidence le rôle des axes de transport comme l'autoroute A20 dans cette attractivité, en plus de motivations liées au cadre de vie et à la pression foncière moindre qu'en ville. Si certaines études envisagent un seuil de 400 000 dépassé au cours du XXIe siècle, les perspectives pour l'avenir demeurent alors incertaines, en raison d'un vieillissement toujours important, d'un solde naturel négatif et d'un taux de fécondité toujours nettement inférieur à la moyenne nationale. Le ralentissement de la croissance démographique nationale est lui aussi porteur d'interrogations, quant à la possibilité de voir la Haute-Vienne poursuivre ce regain à long terme.

#### Années 2010 - 2020: perspectives moins positives
Les chiffres publiés depuis la fin des années 2010 attestent de nouveau une tendance à la stagnation, voire à la baisse de la population. Après avoir gagné plus de 22 000 habitants entre les recensements de 1999 et 2011, la Haute-Vienne en a perdu presque 4 000 entre 2011 et 2020.

## Population par divisions administratives

### Arrondissements
Le département de la Haute-Vienne comporte trois arrondissements. La population se concentre principalement sur l'arrondissement de Limoges, qui recense 80 % de la population totale du département en 2022, avec une densité de 100,8 hab./km2, contre 10 % pour l'arrondissement de Bellac et 10 % pour celui de Rochechouart.
| Arrondissement  | Population(2022) | Variation(2022/2016)                       | Superficie(km2) | Densité(hab./km2) |
| --------------- | ---------------- | ------------------------------------------ | --------------- | ----------------- |
| Limoges         | 296 849          | en évolution de −0,37 % par rapport à 2016 | 2 944,8         | 100,8             |
| Bellac          | 37 864           | en évolution de −3,42 % par rapport à 2016 | 1 779,9         | 21,3              |
| Rochechouart    | 37 725           | en évolution de −0,24 % par rapport à 2016 | 795,4           | 47,4              |
| Source : Insee. |                  |                                            |                 |                   |

### Communes de plus de5 000 habitants

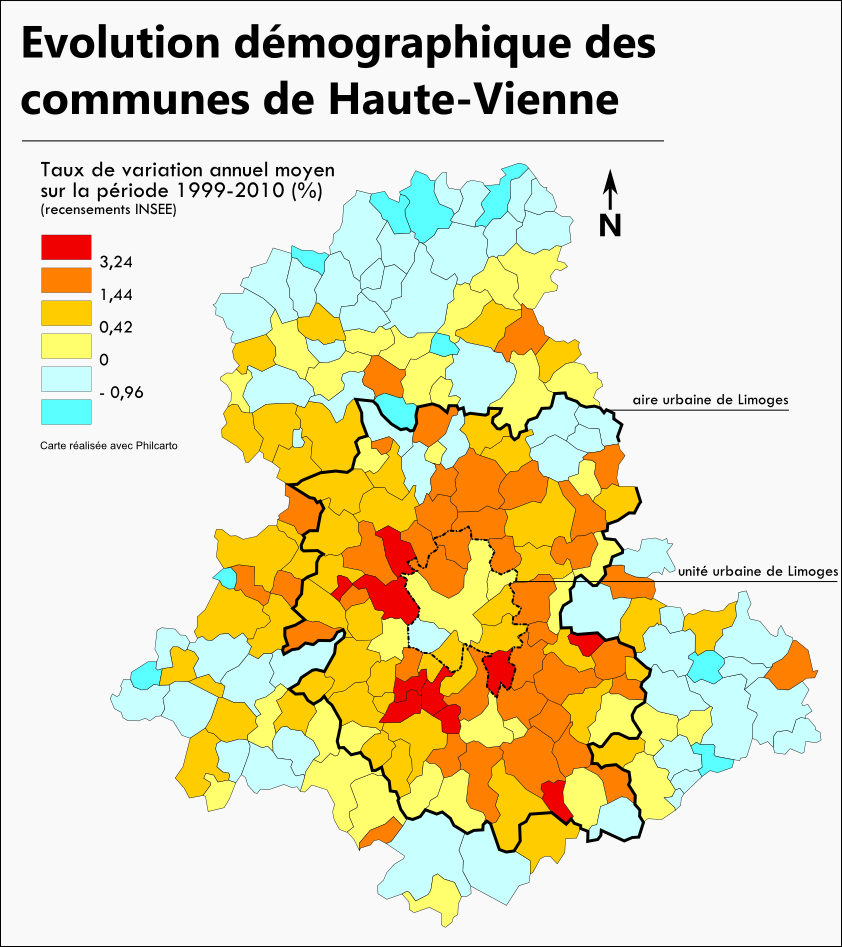
Évolution de la population par commune entre 1999 et 2010 (taux annuel moyen).

Sur les 195 communes que comprend le département de la Haute-Vienne, 30 ont en 2021 une population municipale supérieure à 2 000 habitants, onze ont plus de 5 000 habitants et trois ont plus de 10 000 habitants : Limoges, Saint-Junien et Panazol.
Les évolutions respectives des communes de plus de 5 000 habitants sont présentées dans le tableau ci-après.
| Commune                | Population(2022) | Variation(2022/2016)                       | Superficie(km2) | Densité(hab./km2) |
| ---------------------- | ---------------- | ------------------------------------------ | --------------- | ----------------- |
| Limoges                | 129 754          | en évolution de −2,19 % par rapport à 2016 | 78,03           | 1 662,9           |
| Saint-Junien           | 11 382           | en évolution de +2,11 % par rapport à 2016 | 56,82           | 200,3             |
| Panazol                | 11 207           | en évolution de +2,04 % par rapport à 2016 | 20,05           | 559               |
| Couzeix                | 10 011           | en évolution de +9,31 % par rapport à 2016 | 30,69           | 326,2             |
| Isle                   | 7 915            | en évolution de +3,97 % par rapport à 2016 | 20,18           | 392,2             |
| Saint-Yrieix-la-Perche | 6 873            | en évolution de +1,42 % par rapport à 2016 | 100,98          | 68,1              |
| Feytiat                | 6 174            | en évolution de +0,7 % par rapport à 2016  | 24,74           | 249,6             |
| Le Palais-sur-Vienne   | 5 861            | en évolution de −3,01 % par rapport à 2016 | 10,33           | 567,4             |
| Aixe-sur-Vienne        | 5 860            | en évolution de +0,03 % par rapport à 2016 | 22,85           | 256,5             |
| Ambazac                | 5 565            | en évolution de −1,56 % par rapport à 2016 | 57,83           | 96,2              |
| Condat-sur-Vienne      | 5 208            | en évolution de +1,68 % par rapport à 2016 | 15,47           | 336,7             |
| Source : Insee.        |                  |                                            |                 |                   |

## Structures des variations de population

### Soldes naturels et migratoires depuis 1968
Le taux de variation de la population se calcule par une association des variations quantitatives des soldes migratoire et naturel. Au début du XXIe siècle, la Haute-Vienne connaît un solde migratoire positif, et un solde naturel négatif. Cependant, ce dernier devient négatif sur la période 2015-2021. Le taux de variation qui en résulte est donc négatif depuis la période 2015-2021.
| Indicateurs démographiques                       | 1968 à1975 | 1975 à1982 | 1982 à1990 | 1990 à1999 | 1999 à2010 | 2010 à2015 | 2015 à2021 |
| ------------------------------------------------ | ---------- | ---------- | ---------- | ---------- | ---------- | ---------- | ---------- |
| Variation annuelle moyenne de la population en % | 0,4        | 0,1        | -0,1       | 0,0        | 0,6        | -0,0       | -0,2       |
| - due au solde naturel en %                      | 0,0        | -0,2       | -0,2       | -0,3       | -0,1       | -0,0       | -0,2       |
| - due au solde apparent des entrées sorties en % | 0,4        | 0,3        | 0,2        | 0,3        | 0,6        | 0,0        | 0,0        |
| Taux de natalité en ‰                            | 12,8       | 10,8       | 10,0       | 9,2        | 10,2       | 10,1       | 9,1        |
| Taux de mortalité en ‰                           | 12,7       | 12,6       | 12,3       | 11,8       | 11,0       | 10,5       | 11,3       |
| Source : Insee.                                  |            |            |            |            |            |            |            |

### Mouvements naturels sur la période 2014-2022
En 2014, 3 724 naissances ont été dénombrées contre 3 865 décès. Le nombre annuel des naissances a diminué depuis cette date, passant à 3 316 en 2022, indépendamment à une augmentation, mais relativement faible, du nombre de décès, avec 4 514 en 2022. Le solde naturel est ainsi négatif et diminue, passant de -141 à −1 198.
Pour des raisons techniques, il est temporairement impossible d'afficher le graphique qui aurait dû être présenté ici.

## Densité de population

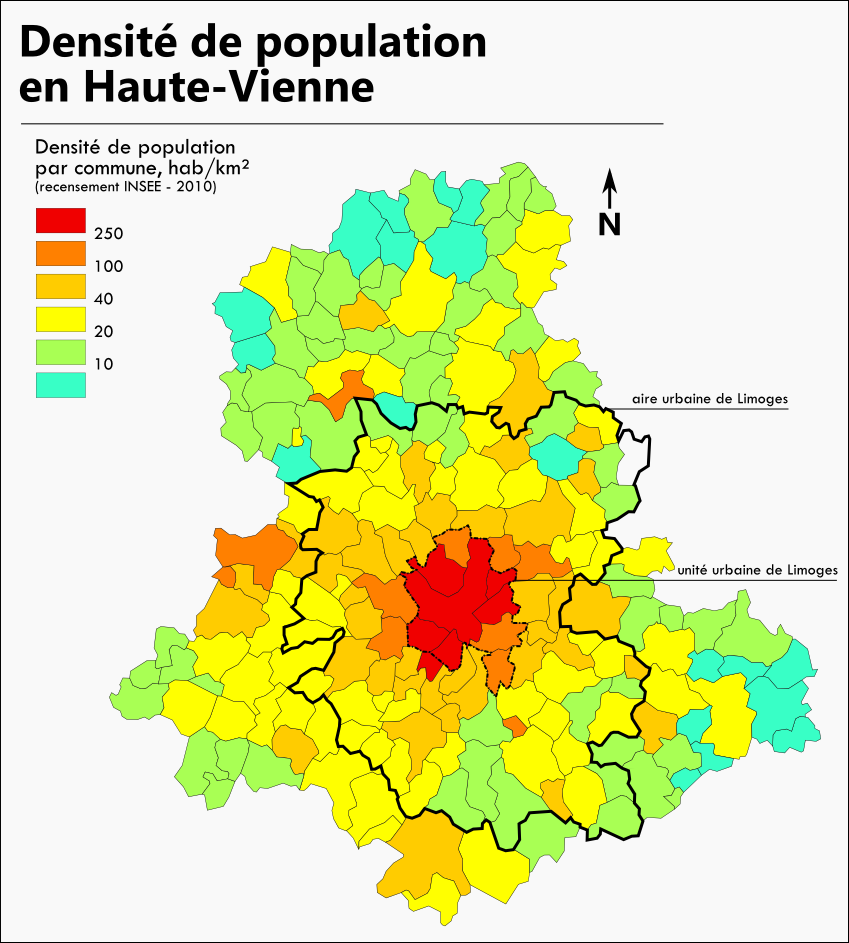
Densité de population des communes en 2010.

La densité de population du département a connu une légère augmentation après la Seconde Guerre mondiale, avant de connaître une stagnation dans les années 1980 et 1990. Le département connaît une hausse effective de la densité de population entre 1999 et 2014, mais une baisse sur la dernière période.
En 2021, la densité était de 67,3 hab./km2.
| 1968 |  | 61.9 |  |

| 1975 |  | 63.8 |  |

| 1982 |  | 64.4 |  |

| 1990 |  | 64.1 |  |

| 1999 |  | 64.1 |  |

| 2010 |  | 68.1 |  |

| 2015 |  | 68.1 |  |

| 2021 |  | 67.3 |  |

## Répartition par sexes et tranches d'âges

### Pyramide des âges
La population du département est plus âgée qu'au niveau national.
En 2021, le taux de personnes d'un âge inférieur à 30 ans s'élève à 31,7 %, soit en dessous de la moyenne nationale (35,1 %). À l'inverse, le taux de personnes d'âge supérieur à 60 ans est de 32,2 % la même année, alors qu'il est de 26,6 % au niveau national.
En 2021, le département comptait 177 314 hommes pour 194 377 femmes, soit un taux de 52,30 % de femmes, légèrement supérieur au taux national (51,61 %).
Les pyramides des âges du département et de la France s'établissent comme suit.
| Hommes | Classe d’âge | Femmes |
| ------ | ------------ | ------ |
| 1,1    | 90 ou +      | 2,7    |
| 8,9    | 75-89 ans    | 11,8   |
| 19,6   | 60-74 ans    | 20,2   |
| 20,2   | 45-59 ans    | 19,3   |
| 16,9   | 30-44 ans    | 15,8   |
| 17,2   | 15-29 ans    | 16,2   |
| 16,1   | 0-14 ans     | 14,1   |

| Hommes | Classe d’âge | Femmes |
| ------ | ------------ | ------ |
| 0,7    | 90 ou +      | 1,9    |
| 7,0    | 75-89 ans    | 9,5    |
| 16,6   | 60-74 ans    | 17,5   |
| 20,0   | 45-59 ans    | 19,5   |
| 18,8   | 30-44 ans    | 18,3   |
| 18,3   | 15-29 ans    | 16,7   |
| 18,6   | 0-14 ans     | 16,7   |

### Espérance de vie à la naissance
|                       | 2003 | 2004 | 2005 | 2007 | 2008 | 2009 |
| --------------------- | ---- | ---- | ---- | ---- | ---- | ---- |
| Haute-Vienne          | 76,2 | 77,0 | 77,0 | 77,5 | 77,9 | 78,4 |
| Limousin              | 75,8 | 76,6 | 76,6 | 77,1 | 77,3 | 77,6 |
| France métropolitaine | 75,8 | 76,7 | 76,7 | 77,1 | 77,6 | 77,7 |

|                       | 2003 | 2004 | 2005 | 2007 | 2008 | 2009 |
| --------------------- | ---- | ---- | ---- | ---- | ---- | ---- |
| Haute-Vienne          | 83,4 | 84,1 | 84,2 | 84,5 | 84,4 | 84,6 |
| Limousin              | 83,2 | 83,9 | 83,9 | 84,5 | 84,4 | 84,3 |
| France métropolitaine | 82,8 | 83,8 | 83,7 | 84,2 | 84,3 | 84,4 |

## Répartition par catégories socioprofessionnelles
La catégorie socioprofessionnelle des retraités est surreprésentée par rapport au niveau national. Avec 33,6 % en 2021, elle est 6,8 points au-dessus du taux national (26,8 %). La catégorie socioprofessionnelle des cadres et professions intellectuelles supérieures est quant à elle sous-représentée par rapport au niveau national. Avec 7,1 % en 2021, elle est 3 points en dessous du taux national (10,1 %).
| Catégorie socioprofessionnelle                    | 2015    | 2015 | 2021    | 2021 | Détails de l'année 2021 | Détails de l'année 2021 | Détails de l'année 2021            | Détails de l'année 2021            | Détails de l'année 2021            |
| Catégorie socioprofessionnelle                    | Nb      | %    | Nb      | %    | Hommes                  | Femmes                  | Part en % de la population âgée de | Part en % de la population âgée de | Part en % de la population âgée de |
| Catégorie socioprofessionnelle                    | Nb      | %    | Nb      | %    | Hommes                  | Femmes                  | 15 à 24 ans                        | 25 à 54 ans                        | 55 ans ou +                        |
| ------------------------------------------------- | ------- | ---- | ------- | ---- | ----------------------- | ----------------------- | ---------------------------------- | ---------------------------------- | ---------------------------------- |
| Agriculteurs exploitants                          | 4 095   | 1,3  | 3 896   | 1,2  | 2 742                   | 1 153                   | 0,2                                | 1,9                                | 1,0                                |
| Artisans, commerçants, chefs d'entreprise         | 10 357  | 3,3  | 10 752  | 3,4  | 7 602                   | 3 149                   | 0,7                                | 5,9                                | 2,0                                |
| Cadres et professions intellectuelles supérieures | 20 470  | 6,5  | 22 318  | 7,1  | 12 324                  | 9 993                   | 1,9                                | 12,8                               | 3,6                                |
| Professions intermédiaires                        | 41 821  | 13,3 | 42 219  | 13,4 | 18 705                  | 23 514                  | 8,2                                | 24,9                               | 4,8                                |
| Employés                                          | 49 042  | 15,5 | 46 883  | 14,9 | 11 781                  | 35 102                  | 14,4                               | 25,8                               | 5,4                                |
| Ouvriers                                          | 37 695  | 11,9 | 35 307  | 11,2 | 28 501                  | 6 806                   | 11,9                               | 19,2                               | 4,0                                |
| Retraités                                         | 105 274 | 33,4 | 105 923 | 33,6 | 47 516                  | 58 407                  | 0,0                                | 0,3                                | 73,0                               |
| Autres personnes sans activité professionnelle    | 46 813  | 14,8 | 48 240  | 15,3 | 19 526                  | 28 714                  | 62,7                               | 9,1                                | 6,3                                |
| Ensemble                                          | 315 567 | 100  | 315 538 | 100  | 148 699                 | 166 840                 | 100                                | 100                                | 100                                |
| Sources : Insee,.                                 |         |      |         |      |                         |                         |                                    |                                    |                                    |

## Fécondité
Le nombre moyen d'enfants par femme ou indice conjoncturel de fécondité de la Haute-Vienne est le plus faible des trois départements limousins, et est par exemple en 2003 le plus faible de France. En 2005, il n'occupe plus ce statut, et a partiellement rattrapé son retard, mais demeure tout de même depuis parmi les plus faibles du pays.
|                       | 2003 | 2004 | 2005 | 2007 | 2008 | 2009 |
| --------------------- | ---- | ---- | ---- | ---- | ---- | ---- |
| Haute-Vienne          | 1,46 | 1,54 | 1,62 | 1,69 | 1,74 | 1,81 |
| Limousin              | 1,55 | 1,63 | 1,73 | 1,76 | 1,79 | 1,84 |
| France métropolitaine | 1,89 | 1,92 | 1,94 | 2,00 | 2,01 | 2,03 |